# Мицкевич, Михаил Антонович
Михаи́л Анто́нович Мицке́вич (15 сентября 1896, Львов — 20 августа 1958, Ленинград) — советский фотохудожник, фотокорреспондент ленинградских периодических изданий, автор фотохроники жизни в блокадном Ленинграде и фотопортретов известных музыкантов, дирижёров и композиторов.

## Биография
Михаил Мицкевич родился в 1896 году во Львове в польской семье. Мать умерла при родах, мальчик воспитывался приёмной матерью, родом из Франции. Отец работал врачом-хирургом, в Первую мировую войну был призван на фронт и погиб. После его гибели мачеха уехала в Париж, на родину.
Мицкевич служил в рядах Красной армии, участвовал в разведоперациях одной из частей армии Г. К. Котовского. В годы службы проявил художественные способности, был направлен на учёбу в Киев. В 1920-х годах обучался в Киевской Академии художеств у профессора И. Ф. Селезнёва. Продолжил учёбу в Ленинградской Академии художеств, занимался у К. С. Малевича.
Женился на натурщице. В 1932 году родился сын Андрей. Мицкевич занимался графикой, освоил искусство фотографии. Как фотограф и художник-график сотрудничал с различными периодическими изданиями, участвовал в выставках.
В 1939 году принимал участие в оформлении первой Всесоюзной сельскохозяйственной выставки.
В годы Великой Отечественной войны работал в газете «Ленинградская правда», сотрудничал с ленинградским отделением «Фотохроники ТАСС», снимал хронику жизни в блокадном городе. Награждён медалями «За оборону Ленинграда» (1944), «За доблестный труд в Великой Отечественной войне» (1946).
После окончания войны как член Худфонда сотрудничал с Домом санпросвещения и Ленинградской филармонией, принимал участие в создании выпусков филармонической газеты «Слушатель», занимался киносъёмкой. Первый брак распался, в середине 1950-х годов Мицкевич женился на корреспондентке филармонической газеты Л. А. Фёдоровой.
Умер в 1958 году в Ленинграде. Похоронен на Богословском кладбище.

## Творчество
Графические работы М. А. Мицкевича публиковались в периодических изданиях конца 1920—1930-х годов, выставлялись на коллективной выставке живописи в Ленинградском Доме искусств. Его художественная манера отмечена влиянием П. Сезанна, близостью к импрессионизму и дивизионизму. Постепенно Мицкевич отошёл от профессиональных занятий живописью, освоил искусство фотографии.
Фотоработы Мицкевича печатались в периодических изданиях, в 1936 году выставлялись на «Выставке мастеров советского фотоискусства», проводившейся в Ленинграде, вошли в фотоальбом «Мастера фотографии», выпущенный издательством «Искусство» в 1938 году. В 1940 году экспонировались на Второй выставке ленинградской фотографии.
В 1939 году Мицкевич участвовал в оформлении первой Всесоюзной сельскохозяйственной выставки — совместно с Л. Зивертом и Е. Сосиновым создал 35-метровое фотопанно для павильона «Ленинград и Северо-Восток РСФСР» (7×5 м), изображавшее группу людей (в натуральную величину) на фоне Смольного и получившее высокую оценку в журнале «Советское фото».
Анализируя советские фотографии 1930-х годов, исследователь Г. А. Орлова пишет об этой работе:

На первый взгляд, в снимке нет ничего выдающегося — кроме его размера, но именно в масштабировании заключено главное преимущество такой метафотографии. Всё выдержано в духе высокого символизма эпохи: в точке, где утопия берёт верх над реальностью, советская фотография, наконец-то, получает возможность осуществить свою финальную цель — быть полностью совмещённой с миром за пределом объектива, полностью уничтожить различие между копией и оригиналом.
В годы Великой Отечественной войны в качестве корреспондента газеты «Ленинградская правда» сотрудничал с ЛенТАСС, снимал фотолетопись жизни блокадного Ленинграда. Работы Мицкевича экспонировались на выставке фотомастеров в 1946 году.
В послевоенные годы сотрудничал с Ленинградской филармонией, создал галерею портретов известных деятелей искусства, в числе которых К. Зандерлинг, Е. А. Мравинский, Д. Д. Шостакович, И. О. Дунаевский и др.
Фотоработы М. А. Мицкевича этнологического и очеркового характера запечатлели виды Ленинграда и Ленинградской области 1930—1950-х годов — музеи и их экспозиции, институты, городские и сельские пейзажи. В числе особо ценных материалов искусствовед Е. Н. Литовченко отмечает фотоснимки Мицкевича, зафиксировавшие историю Академии художеств.
Снимки Мицкевича включались в альбомы, посвящённые Ленинграду, выпускались на почтовых открытках.
По оценке историка фотографии В. А. Никитина, сохранившиеся послевоенные работы М. А. Мицкевича «однозначно позволяют говорить о нём как об очень интересном фотографе».

## Награды
- 1944 — Медаль «За оборону Ленинграда»
- 1946 — Медаль «За доблестный труд в Великой Отечественной войне»[1]

## Наследие и память
Значительная часть наследия М. А. Мицкевича хранится в Институте истории материальной культуры РАН (Ф. 71). Фонд составляют фотоматериалы 1930—1950-х годов (6500 негативов, 6500 фотографий).
Блокадные фотоработы М. А. Мицкевича посмертно опубликованы в двуязычном альбоме «Неизвестная блокада. Путь к победе. Ленинград, 1941—1944», составленном историком фотографии В. А. Никитиным и выдержавшем несколько переизданий (2002, 2009, 2013). Согласно биографической справке, предоставленной родственниками фотохудожника по запросу составителя издания, «большая часть негативов периода 1941—1945 годов была отдана сотрудникам НКВД по их требованиям уже в 1956—58 годах». В. А. Никитин подвергает сомнению дату изъятия архива, предполагая более вероятной датировку события концом 1940-х или началом 1950-х годов (в связи с Ленинградским делом). Работы Мицкевича, вошедшие в альбом «Неизвестная блокада», были получены составителем издания в Центральном Государственном архиве фотодокументов Санкт-Петербурга.
В 2005 году фотоработы М. А. Мицкевича экспонировались на выставке «Академия художеств. История в фотографиях. 1850—1950 гг.», подготовленной Научно-исследовательским музеем Российской Академии художеств и прошедшей в выставочных залах Академии в Москве и Санкт-Петербурге.
Работы фотохудожника представлены на виртуальной выставке «Ленинградцы! Все мы — бойцы фронта!», подготовленной Российской национальной библиотекой в 2019 году к 75-летию освобождения Ленинграда от блокады.

## Комментарии
1. ↑  Биографические сведения о М. А. Мицкевиче установлены составителем после выхода 3-го издания альбома.